# 旧布列讷
旧布列讷（法語：Brienne-la-Vieille，法語發音：[bʁijɛn la vjɛj]）是法国奥布省的一个市镇，属于奥布河畔巴尔区。

## 地理
旧布列讷（48°22'29"N, 4°31'43"E）面积16.21 平方千米，位于法国大東部大區奥布省，该省份为法国中北部省份，北起马恩省，西接塞纳-马恩省，西南至约讷省，东南至科多尔省，东临上马恩省。
与旧布列讷接壤的市镇（或旧市镇、城区）包括：布列讷堡、绍梅尼勒、克雷斯皮莱纳、迪安维尔、马托、莫尔维利耶、珀蒂梅尼勒、拉东维利耶、拉罗蒂耶尔。

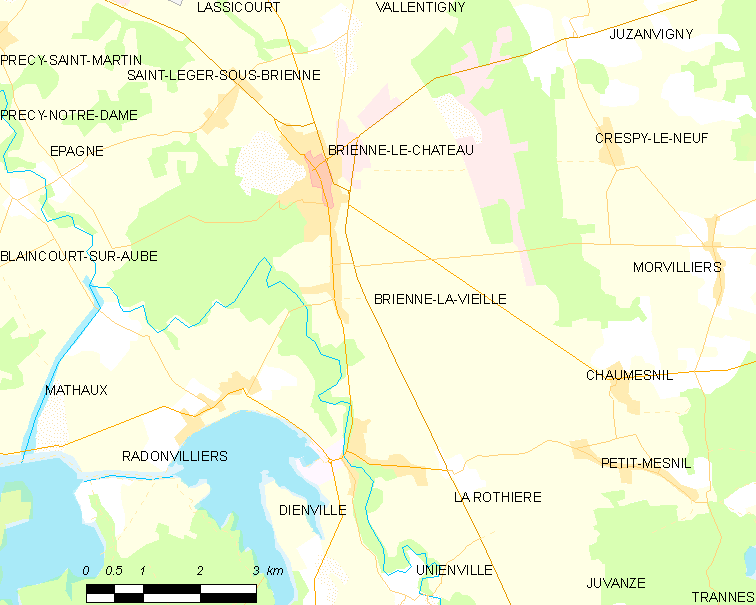
旧布列讷的OSM定位图

旧布列讷的时区为UTC+01:00、UTC+02:00（夏令时）。

## 行政
旧布列讷的邮政编码为10500，INSEE市镇编码为10063。

## 政治
旧布列讷所属的省级选区为布列讷堡县。

## 人口

1962-2008年间旧布列讷人口变化图示

旧布列讷于2022年1月1日时的人口数量为386人。